# Inglorious Bitches
Inglorious Bitches ist ein Pornofilm-Blockbuster des Studios Marc Dorcel aus dem Jahr 2011. Regie führte Max Candy.

## Handlung
Der Film spielt in Europa während des Zweiten Weltkriegs. Frankreich wurde durch Deutschland eingenommen, die Besetzer terrorisieren die französische Bevölkerung. Zwei junge Frauen, die den Tod ihrer Freunde und Geliebten durch den Feind mit ansehen mussten, schließen sich der Widerstandsbewegung an und rekrutieren ehemalige Prostituierte, um sie als gefährliche Kämpfer einzusetzen.
Die Prostituierten betreiben ein Bordell, das von deutschen Soldaten aufgesucht wird, wodurch sie an strategisch wichtige Informationen über die Vorbereitung einer geheimen Operation kommen, die den Verlauf des Kriegs verändern könnte.

## Hintergrund
Der Film ist angelehnt an den Film Inglourious Basterds von Quentin Tarantino. Er wurde mit einem Budget von 250.000 EUR gedreht.

## Auszeichnungen
- 2013: AVN Award – Best Director – Foreign Feature (Max Candy)[1]